# リチャード・トーマス・ロウ
リチャード・トーマス・ロウ（Richard Thomas Lowe、 1802年12月4日 - 1874年4月13日）は、イギリスの聖職者、博物学者である。 マデイラ諸島で働き、マデイラ諸島の植物、魚類に関する著書を残した。

## 略歴
ダービーシャーに生まれた。ケンブリッジ大学のクライスツ・カレッジで学位を得た。1825年に教会に入会し、その年健康の回復のために母親と大西洋のポルトガル領の島、マデイラに渡った。1832年に聖公会（イングランド国教会）の牧師となった。当時のマンイラには、ワイン貿易のためなどの多くのイギリス人が住んでいた。牧師として働く一方、博物学の著書を執筆し、1868年に「マデイラとその近隣の島の植物」（"A Manual Flora of Madeira and the Adjacent Islands of Porto Santo and the Desertas"） を執筆した。1843年から「マデイラの魚類の自然史」（"A History of the Fishes of Madeira" ）も執筆した。
船で移動中に乗船がシシリー沖で乗船が難破し死亡した。
キバハダカ属の深海魚の種Omosudis lowiiや甲殻類の種 Octolasmis loweiに献名されている。

## 著作
- Florulae Salvagicae Tentamen or a list of plants collected in the Salvages or Salvage Islands. John van Voorst, London 1869 (online).